# Hiretogaleri, Davanagere
Hiretogaleri là một làng thuộc tehsil Davanagere, huyện Davanagere, bang Karnataka, Ấn Độ.